# Isla Dog Oeste
Isla Dog Oeste (en inglés: West Dog Island; literalmente Isla del Perro Oeste) es un islote deshabitado de las Islas Vírgenes Británicas en el Caribe. Se encuentra en un pequeño subgrupo de islas conocidas como las Islas del perro (Dog Islands), o más comúnmente, "Los Perros" (The Dog). Los islotes en los perros incluyen Little Seal Dog Island, East Seal Dog Island y George Dog Island, todas las cuales están al noroeste de la mucho más grande isla de Virgen Gorda.